# لاسال (أونتاريو)
لاسال، أونتاريو (بالإنجليزية: LaSalle)‏ هي مدينة كندية تقع في مقاطعة أونتاريو. تبلغ مساحة هذه المدينة 65.2512 (كم²)، ويبلغ عدد سكانها 27652 نسمة حسب إحصاء سنة 2006 م، بينما كان يسكنها 25285 نسمة في سنة 2001 م. تحتل هذه المدينة المرتبة رقم 145 بين مدن كندا حسب عدد السكان والمرتبة رقم 58 في المقاطعة. نما عدد السكان في هذه المدينة بنسبة (9.4) بين العامين المذكورين.

## أعلام
- سكوت هيلمان
- بيت كرايغ
- ديريك ويلكينسون

## وصلات خارجية
- الأطلس الحكومي لكندا
- إحصاءات كندا مع ساعة تعداد السكان